# Lazarica, Kruševac
Lazarica (izvirno srbsko Лазарица) je naselje v Srbiji, ki upravno spada pod Občino Kruševac; slednja pa je del Rasinskega upravnega okraja.

## Demografija
V naselju živi 1168 polnoletnih prebivalcev, pri čemer je njihova povprečna starost 36,5 let (35,8 pri moških in 37,2 pri ženskah). Naselje ima 441 gospodinjstev, pri čemer je povprečno število članov na gospodinjstvo 3,45.
To naselje je, glede na rezultate popisa iz leta 2002, večinoma srbsko.
|  |

| Demografija | Demografija     | Demografija     |
| Leto        | Št. prebivalcev | Št. prebivalcev |
| ----------- | --------------- | --------------- |
|             |                 |                 |
|             |                 |                 |
|             |                 |                 |
|             |                 |                 |
| 1948        | 722             |                 |
| 1953        | 794             |                 |
| 1961        | 1450            |                 |
| 1971        | 3443            |                 |
| 1981        | 1447            |                 |
| 1991        | 1329            | 1285            |
| 2002        | 1566            | 1521            |
|             |                 |                 |

| Etnična sestava po popisu iz leta 2002 | Etnična sestava po popisu iz leta 2002 | Etnična sestava po popisu iz leta 2002 | Etnična sestava po popisu iz leta 2002 | Etnična sestava po popisu iz leta 2002 |
| -------------------------------------- | -------------------------------------- | -------------------------------------- | -------------------------------------- | -------------------------------------- |
| Srbi                                   | Srbi                                   |                                        | 1.363                                  | 89,61%                                 |
| Romi                                   | Romi                                   |                                        | 131                                    | 8,61%                                  |
| Jugoslovani                            | Jugoslovani                            |                                        | 9                                      | 0,59%                                  |
| Črnogorci                              | Črnogorci                              |                                        | 4                                      | 0,26%                                  |
| Makedonci                              | Makedonci                              |                                        | 4                                      | 0,26%                                  |
| Ukrajinci                              | Ukrajinci                              |                                        | 1                                      | 0,06%                                  |
| Muslimani                              | Muslimani                              |                                        | 1                                      | 0,06%                                  |
| Neznano                                | Neznano                                |                                        | 8                                      | 0,52%                                  |